# Mittenothamnium reptans
Mittenothamnium reptans là một loài Rêu trong họ Hypnaceae. Loài này được (Hedw.) Cardot mô tả khoa học đầu tiên năm 1913.